# (9873) Freundlich
(9873) Freundlich es un asteroide que forma parte del cinturón interior de asteroides, descubierto el 9 de abril de 1992 por Robert H. McNaught desde el Observatorio de Siding Spring, Nueva Gales del Sur, Australia.

## Designación y nombre
Designado provisionalmente como 1992 GH. Fue nombrado por Erwin Finlay Freundlich (1885-1964) quien fue un astrónomo alemán del Observatorio de Berlín y responsable de la construcción del telescopio solar Einsteinturm en Potsdam. Más tarde se convirtió en profesor de astronomía en la Universidad de St. Andrews. Su investigación incluyó la verificación experimental de la teoría general de la relatividad de Einstein.

## Características orbitales
Freundlich está situado a una distancia media del Sol de 1,862 ua, pudiendo alejarse hasta 2,004 ua y acercarse hasta 1,720 ua. Su excentricidad es 0,076 y la inclinación orbital 19,227 grados. Emplea 927,98 días en completar una órbita alrededor del Sol.
Pertenece a la familia de asteroides de (434) Hungaria.

## Características físicas
La magnitud absoluta de Freundlich es 13,83. Tiene 5,388 km de diámetro y su albedo se estima en 0,220. 